# Блек Лик (Пенсилванија)
Блек Лик (енгл. Black Lick) насељено је место без административног статуса у америчкој савезној држави Пенсилванија.

## Демографија
По попису из 2010. године број становника је 1.462, што је 24 (1,7%) становника више него 2000. године.
| Група             | 2000.         | 2010.         |
| Белци             | 1.402 (97,5%) | 1.379 (94,3%) |
| Афроамериканци    | 26 (1,8%)     | 36 (2,5%)     |
| Азијати           | 1 (0,1%)      | 1 (0,1%)      |
| Хиспаноамериканци | 11 (0,8%)     | 26 (1,8%)     |
| Укупно            | 1.438         | 1.462         |